# Ramesh Mishra (Musiker)
Ramesh Mishra (* 2. Oktober 1948 in Varanasi; † 13. März 2017 in New York City) war ein indischer Sarangispieler.
Der Sohn Ramnath Mishras erhielt den ersten Musikunterricht von seinem Vater und setzte seine Ausbildung bei Hanuman Prasad Mishra und Gopal Mishra fort. Schließlich wurde er Schüler von Ravi Shankar. 1959 entsandte ihn Jawaharlal Nehru mit einer Kulturdelegation nach Pakistan. Er trat international sowohl als Solist als auch als Begleiter anderer Musiker auf. Unter anderem wirkte er an Ravi Shankars Album Inside the Kremlin (1989) und Ali Akbar Khans grammynominiertem Album Legacy (1996) mit. Auf dem Album der Band Aerosmith Nine Lives (1997) spielte er auf der Sarangi das Intro zu dem Song Taste of India. Weitere musikalische Partner waren u. a. Zakir Bhai, Subhen Chatterjee und Girija Devi. 2008 wurde er mit dem Sangeet Natak Akademi Award ausgezeichnet. Mishra starb 2017 in New York an einer Krebserkrankung.